# Hibino Shirō
Hibino Shirō (jap. 日比野 士朗; * 29. April 1903 in der Präfektur Tokio; † 10. September 1975) war ein japanischer Schriftsteller.

## Leben
Hibino Shirō wurde 1903 in Tokio geboren. Er verließ vorzeitig und ohne Abschluss die 8. Oberschule von Nagoya und arbeitete in einer Kleinstadt in der Präfektur Hyōgo eine Weile als Hilfslehrer. Nach seiner Entlassung aus dem Militärdienst 1939 erhielt er für Wusong Creek (呉淞クリーク) den Iketani-Shinzaburō-Preis. von 1942 an war er Vizepräsident der Kulturabteilung in der Kaiserlichen Hilfsgesellschaft. Seine Werke sind geprägt von Kampfparolen und der Befeuerung des Durchhaltewillens.

## Werke
- 1939 Wusong Creek (呉淞クリーク, Ūson Kurīku)
- 1940 Kiri no yoru (霧の夜)
- 1941 Kaze mo midori ni (風も緑に)
- 1942 Hitotsu no shinkō (一つの思考)
- 1942 Mazushii jinsei (貧しい人生)
- 1942 Shuppatsu (出発)
- 1943 Ume no yado (梅の宿)
- 1948 Akarui asa ga kuru (明かるい朝がくる)
- 1978 Bashō saihakken (芭蕉再発見)